# Christopher, Illinois
Christopher là một thành phố thuộc quận Franklin, tiểu bang Illinois, Hoa Kỳ. Năm 2010, dân số của thành phố này là 2382 người.

## Dân số
Dân số qua các năm:
- Năm 2000: 2836 người.
- Năm 2010: 2382 người.